# Liste der Stolpersteine in Taucha
Die Liste der Stolpersteine in Taucha enthält die Stolperschwelle und den Stolperstein, die in Taucha verlegt wurden. Sie wurden vom Künstler Gunter Demnig im Rahmen des Projekts Stolpersteine geschaffen. Mit ihnen soll Opfern des Nationalsozialismus gedacht werden, die in hier lebten und wirkten. 

## Stolperschwelle
Die 2022 verlegte Stolperschwelle am Markt von Taucha ist den Zwangsarbeitenden des Flugzeugherstellers Erla Maschinenwerk gewidmet. Sie wurde von Gunter Demnig persönlich verlegt.
| Schwelle  | |
| Inschrift | HIER INTERNIERT – AM MARKT 6 – AB FEBRUAR 1944 – ZWANGSARBEITENDE DER ERLA MASCHINENWERKE. VON SEPTEMBER 1944 BIS APRIL 1945 SETZTE DIE HASAG IN TAUCHA 1271 WEIBLICHE UND 960 MÄNNLICHE HÄFTLINGE VERSCHIEDENER NATIONALITÄTEN EINES KZ-AUSSENLAGERS VON BUCHENWALD ZUR RÜSTUNGSPRODUKTION EIN. ENTRECHTUNG, AUSBEUTUNG, MISSHANDLUNG UND ERMORDUNG BESTIMMTEN IHR LEBEN. VIELE WURDEN DEPORTIERT ODER AUF TODESMÄRSCHE GESCHICKT. |
| Ort       | Markt 6 · (früher Markt 4) · |

## Stolperstein
| Stolperstein      | Inschrift | Verlegeort       | Name, Leben |
| ----------------- | --- | ---------------- | ----------- |
| weitere Bilder \| | HIER WOHNTE ALFRED BOCK JG. 1912 MITGLIED KJVD 'SCHUTZHAFT' 20.3.1933 TAUCHA ZUCHTHAUS WALDHEIM ZWICKAU, KZ SACHSENBURG 19.8.1937 KZ BUCHENWALD BEFREIT | Marktstraße 16 · | Alfred Bock |

## Verlegedaten
- 17. Mai 2022: Stolperschwelle
- 7. Mai 2024: Stolperstein